# Хамицаевы
Хамица́евы (дигор. Хæмицатæ, ирон. Хæмыцатæ) — дигорская фамилия.

## Антропонимика
Хамицаевых в Стур-Дигории также называют Дабалата, что объясняется из грузинского языка (груз. დაბალი [дабал-и]) — ‘маленький, низкий’.

## Происхождение рода
Согласно преданию записанному осетинским этнографом Б. А. Калоевым, со слов 80-летнего жителя селения Стур-Дигора — Кабуса Бязарова, предок фамилии Хамицаевых пришел в Дигорию из Западной Грузии (Имеретия). В предании говорится что Хамиц и его семейство, изначально проживали в пещере которая и сейчас называется по их имени (осет. Хæмицай лæгæт), а позже перебрались на то место где позже и возникло современное сел. Стур-Дигора.
Долгое время Хамицаевы прожили в Стур Дигоре, и за это время их фамилия многократно увеличилась. После Октябрьской революции представилась возможность переселиться на равнину, так одна ветвь в 1923 году ушла в Толдзгун, а другая в Новый Урух (Шекер). Также после 1930 года другие ветви Хамицаевых выбрали для поселения недавно образованное с. Сурх-Дигора.  Но некоторые предпочли остаться в родном селе, где и сейчас проживают их потомки.

## Генетическая генеалогия
276883 , SI10984 — Khamitsaev — Q1a2b (L940+, DYS426=11) > Q-FT192252

## Известные представители
- Казбек Борисович Хамицаев (1954) — «снежный барс», мастер спорта, родоначальник осетинского высотного альпинизма.
- Тамара Алексеевна Хамицаева (1932–2011) — известный ученый-фольклорист и нартовед, кандидат филологических наук.
- Хадзират Сандирович Хамицаев (1924–2021) — ветеран Великой Отечественной войны, награжден орденом Отечественной войны II степени, медалями «За боевые заслуги», «За победу над Германией».
- Царай Xакясович Хамицаев (1933–2021) — осетинский писатель-драматург, автор многих пьес, «Заслуженный работник образования РСО-Алания».